# Battle Cry (album de Judas Priest)
Pour les articles homonymes, voir Battle Cry.
Albums de Judas Priest
Redeemer of Souls
(2014) Firepower
(2018)
Battle Cry est le sixième album live du groupe de heavy metal Judas Priest, sorti le 25 mars 2016. Il a été enregistré au festival Wacken Open Air le 1 août 2015 durant leur tournée Redeemer of Souls Tour. L'album a été publié à la fois comme un album indépendant et comme complément fourni avec le DVD du concert, qui compte deux morceaux de plus.

## Liste des chansons
Tous les morceaux ci-dessous sont écrits par Rob Halford, Glenn Tipton et K. K. Downing, sauf indication.
| No  | Titre                                 | Auteur                              | Durée |
| --- | ------------------------------------- | ----------------------------------- | ----- |
| 1.  | Battle Cry (Intro)                    |                                     | 0:33  |
| 2.  | Dragonaut                             | Halford, Tipton, Richie Faulkner    | 4:12  |
| 3.  | Metal Gods                            |                                     | 4:13  |
| 4.  | Devil's Child                         |                                     | 5:18  |
| 5.  | Victim of Changes                     | Al Atkins, Halford, Tipton, Downing | 8:58  |
| 6.  | Halls of Valhalla                     | Halford, Tipton, Faulkner           | 6:07  |
| 7.  | Turbo Lover (DVD seulement)           |                                     | 6:00  |
| 8.  | Redeemer of Souls                     | Halford, Tipton, Faulkner           | 4:10  |
| 9.  | Beyond the Realms of Death            | Halford, Les Binks                  | 7:01  |
| 10. | Jawbreaker                            |                                     | 4:05  |
| 11. | Breaking the Law                      |                                     | 2:47  |
| 12. | Hell Bent for Leather                 | Tipton                              | 4:26  |
| 13. | The Hellion (Intro)                   |                                     | 0:36  |
| 14. | Electric Eye                          |                                     | 4:36  |
| 15. | You've Got Another Thing Comin'       |                                     | 11:02 |
| 16. | Painkiller                            |                                     | 7:25  |
| 17. | Living After Midnight (DVD seulement) |                                     | 5:45  |

## Artistes
- Rob Halford – Chant
- Glenn Tipton – Guitare, chant
- Richie Faulkner – Guitare, chant
- Ian Hill – Guitare basse
- Scott Travis – Batterie